# Совхозное (Черняховский район)
Совхозное — посёлок в Черняховском муниципальном округе Калининградской области.
Поселок назвался Альбрехтшталь до 1481, Штеркенингкен до 1938, Штаркеникен до 1946 года

### Климат
Климат характеризуется как переходный от морского к умеренно континентальному. Среднегодовая температура воздуха — 8,3 °C. Средняя температура воздуха самого холодного месяца (января) — −0,9 °C (абсолютный минимум — −35 °C); самого тёплого месяца (июля) — 18,5 °C (абсолютный максимум — 37 °C). Период температуры воздуха выше 0 °C составляет 274 дня. Длительность вегетационного периода — 180—200 дней. Годовое количество атмосферных осадков — 850—900 мм, из которых большая часть выпадает в тёплый период.

### Часовой пояс
Посёлок Совхозное как и вся Калининградская область, находится в часовой зоне МСК−1. Смещение применяемого времени относительно UTC составляет +2:00.

## Население
| 2002 | 2010 |
| ---- | ---- |
| 51   | ↘35  |

В 1938 году Штеркенингкен был переименован в Штаркеникен, в 1946 году - в Совхозное.